# Siddik Hasan Khan
Nawwab Sayyid Siddik Hasan Khan fou un governant del Principat de Bhopal al segle XIX. D'una família de notables el 1860 es va casar amb Dhakiyya Begum, fill del primer ministre de Bhopal Munshi Djamal al-Din Khan. Va fer el pelegrinatge el 1869. El 1870 va esdevenir secretari en cap de l'estat i el maig de 1871, amb l'acord dels britànics, es va casar amb la Begum Sultan Shah Djahan (vídua de Nawwab Baki Muhammad, mort el 1867), que regnava al país des del 30 de novembre de 1868 a la mort de la seva mare Sultan Sikandar Begum (filla d'un nawab i vídua de Jahangir Muhammad Khan, mort el 1844).
Va rebre funcions administratives de l'estat (el segon càrrec després de primer ministre) i un jagir amb una renda de 75.000 rupies i finalment el títol honorari de nawwab amb salutació de 17 canonades. La fill i hereva, també anomenada Sultan Jahan Begum, temia que si naixia un fill seria eliminada de la successió i va trobar un cooperador amb el resident britànic Sir Lepel Griffin. El 21 de març de 1881 Hasan Khan fou acusat d'emetre material sediciós i els seus poders es van reduir. Però Griffin va seguir insistint i van seguir altres acusacions de malversació, conflictes a la família reial i contactes amb el Mahdi, i va recomanar la seva execució; el virrei va refusar i es va limitar a deposar-lo el 28 d'agost de 1885 perdent tots els títols i rangs. Va quedar en arrest al domicili i va morir el 20 de febrer de 1890. La filla de la seva esposa i el primer ministre van exercir de fet el poder en nom de la Begum, que va viure fins al 16 de juny de 1901, pujant llavors al tron la filla.
Va escriure diversos llibres de diferent temàtica i algunes poesies.